# کیم جائه-داک
کیم جائه-داک (انگلیسی: Kim Jae-duck؛ زادهٔ ۷ اوت ۱۹۷۹) خواننده اهل کره جنوبی است. وی از سال ۱۹۹۷ میلادی تاکنون مشغول فعالیت بوده‌است.